# 珊瑚乡 (上杭县)
珊瑚乡是中国福建省龙岩市上杭县下辖的一个乡。

## 行政区划
珊瑚乡共辖5个行政村，分别是：
华竹村、上珊瑚村、下珊瑚村、下坑村、彩坑村。